# 焼け野が原
「焼け野が原」（やけのがはら）は、日本の歌手Coccoの11枚目のシングルである。2001年4月18日発売。発売元はビクターエンタテインメント。

## 概要
- 前作から2ヶ月ぶりとなるシングル。
- アルバム『サングローズ』と同日発売。活動休止前最後のシングルとなる。

## 収録曲
1. 焼け野が原（4:17）
  - 作詞・作曲：こっこ
2. アネモネ（2:09）
  - 作詞・作曲：こっこ
3. バニラ（3:06）
  - 作詞・作曲：こっこ
4. Rainbow（4:51）
  - 作詞・作曲・編曲：Dr.StrangeLove
5. 愛の歌
  - 作詞・作曲：こっこ
  - シークレットトラック

## 収録アルバム
焼け野が原
- オリジナル『サングローズ』（2001年4月18日)
- ベスト『ベスト+裏ベスト+未発表曲集』（2001年9月5日)
- ベスト『ザ・ベスト盤』　(2011年8月15日)

Rainbow
- ベスト『ザ・ベスト盤』　(2011年8月15日)

## テレビ出演
焼け野が原
- 2001年4月20日　テレビ朝日系「ミュージックステーション」

## 参加ミュージシャン
焼け野が原
- Drums : 向山テツ
- Electric Bass, Electric Guitar, Tambourine: 根岸孝旨
- Electric Guitar : 長田進
- Keyboard : 柴田俊文
- Programming : 梅崎俊春
- Strings : 村山ストリングス

アネモネ
- Acoustic Guitar, Electric Guitar : 根岸孝旨

バニラ
- Drums : 向山テツ
- Electric Bass, Electric Guitar : 根岸孝旨
- Electric Guitar : 長田進
- Programming : 梅崎俊春

Rainbow
- Drums, Electric Bass, Chorus, Tambourine: 根岸孝旨
- Electric Guitar : 長田進

## カバー
焼け野が原
- 四条貴音（原由実） - 2020年8月5日発売のアルバム『THE IDOLM@STER MASTER ARTIST 4 02 四条貴音』に収録。
- 伊東健人 - 2021年12月15日発売のアルバム『COVER～YOUTH～』に収録。